# Peliala tithonalis
Peliala tithonalis là một loài bướm đêm trong họ Erebidae.